# Le Pin (Loire-Atlantique)
Le Pin é uma comuna francesa na região administrativa da Pays de la Loire, no departamento de Loire-Atlantique. Estende-se por uma área de 24,95 km². Em 2010 a comuna tinha 768 habitantes (densidade: 30,8 hab./km²).